# Países Bajos en los Juegos Paralímpicos de Innsbruck 1988
Los Países Bajos estuvieron representados en los Juegos Paralímpicos de Innsbruck 1988 por ocho deportistas, seis hombres y dos mujeres. El equipo paralímpico neerlandés no obtuvo ninguna medalla en estos Juegos.